# Henri Grandjean
Henri Grandjean (* 23. Dezember 1725 in Corinhez bei Saive, Provinz Lüttich; † 1802 in Paris) war ein französischer Augenarzt. Er war Okulist der Könige Ludwig XV. und Ludwig XVI.

## Leben
Henri Grandjean war ein Sohn des bedeutenden Chirurgen Dieudonné Grandjean und der Anne Borgnet. Er erhielt von seinem Vater den ersten Unterricht in der Wundarzneikunde. Im Alter von 17 oder 18 Jahren ging er nach Paris, um hier seine Studien in der Medizin zu vollenden. Sein Lehrer, der Chirurg Jean-Nicolas Moreau, war von seinen Fähigkeiten überzeugt und verschaffte ihm 1752 eine Stelle im städtischen Krankenhaus. Damals spezialisierte er sich auf die Augenheilkunde, machte die Bekanntschaft des ausgezeichneten Augenarztes Jacques Daviel und wurde einer von dessen geschicktesten Schülern, weshalb auch dessen Kundschaft auf ihn überging. Er vereinfachte die Operation der Katarakt und bewirkte zuerst die Entfernung des die Linse bedeckendes Stars, ohne diese zu beschädigen. Auch karitativ wirkte er, indem er in seinem Haus eine Ambulanz einrichtete und dort arme Patienten mindestens zweimal pro Woche kostenlos operierte. So gab er 114 Blindgeborenen ihre Sehkraft wieder. Sogar Voltaire erwähnte diese großmütige Behandlung in seinen Briefen.
Ludwig XV. ernannte Grandjean auf Empfehlung seines ersten Chirurgen Germain Pichault de La Martinière zu seinem Augenarzt und vertraute ihm auch die Behandlung der anderen Mitglieder der königlichen Familie an. Ludwig XVI. bestätigte ihn bei seiner Thronbesteigung in dieser Stellung und bot ihm den Michaelsorden an. Laut der Darstellung des Grafen Antoine-Gabriel de Becdelièvre soll Grandjean aber bescheiden erklärt haben, dass er diese Auszeichnung so lange ablehnen müsse, als sie nicht seinem alten Lehrer Moreau zuteilgeworden sei. Der König sei von dieser Aufmerksamkeit überrascht gewesen und habe Grandjean beauftragt, den Orden Moreau zu überreichen, und ihm versichert, dass der als Nächstes zu verleihende ihm zukommen werde, was auch 1782 der Fall gewesen sei.
Grandjean überstand glücklich die Französische Revolution und starb 1802 im Alter von 76 Jahren in Paris. Er hinterließ einen unveröffentlichten Recueil d’observations. Sein jüngerer, am 28. November 1731 geborener Bruder Guillaume Grandjean, der ihn in seiner Praxis unterstützt hatte, war schon vor ihm am 28. Oktober 1796 gestorben.